# بابک رضازاده
بابک رضازاده پزشک عمومی و نماینده مردم حوزه انتخابیه مشکین‌شهر در دوره دوازدهم مجلس شورای اسلامی است. وی با کسب ١٧هزار رأی برگزیده شد.